# 4x4 (album)
4x4 è il secondo album dei Gemelli DiVersi pubblicato il 3 novembre 2000.

## Descrizione
I singoli estratti sono Musica, Chi sei adesso e Anima gemella in collaborazione con Eros Ramazzotti.
La canzone In volo è dedicata ad un loro amico morto qualche anno prima dell'uscita dell'album.

## Tracce
1. Quattro per quattro
2. Musica
3. Chi sei adesso
4. Tu stasera non esci – con Pino Insegno
5. Non dirlo ai tuoi – con Marco Guerzoni e Sara Crea
6. L'ultima lettera
7. Si supiera bailar
8. Anima gemella – con Eros Ramazzotti
9. Stanotte rimani qui
10. Made in Italy – con Space One
11. Sotto la luce della luna
12. Cavaliere senza re pt. 2 – con Articolo 31
13. In volo
14. L'aria per me